# William De Acutis
Pour les articles homonymes, voir Acutis.
William David De Acutis, né le 17 septembre 1957 à Fairfield, Connecticut, et mort le 5 mai 1991 à Los Angeles, Californie, est un acteur américain. Décédé après avoir tourné dans Larry le liquidateur, le film a été dédié à sa mémoire.

## Filmographie

### Cinéma
- 1986 : 9 semaines 1/2 (Nine 1/2 Weeks) de Adrian Lyne : Ted
- 1988 : Embrasse-moi, vampire (Vampire's Kiss) de Robert Bierman : Le second directeur
- 1988 : Lui et moi (Ich und Er) de Doris Dörrie : Elliott
- 1988 : Conversations nocturnes (Talk Radio) de Oliver Stone : John le violeur / Ralph (voix américaine)
- 1989 : Trust Me (en) de Robert Houston : Billy Brawthwaite
- 1989 : Chattahoochee de Mick Jackson : Missy
- 1990 : Men Don't Leave de Paul Brickman : Mark
- 1990 : Un ange... ou presque (Almost an Angel) de John Cornell : L'ancien du village
- 1991 : Larry le liquidateur de Norman Jewison : Pfeiffer

### Télévision

#### Téléfilms
- 1987 : Convicted: A Mother's Story de Richard T. Heffron :
- 1989 : Midnight Train to Moscow de Paul Flaherty et Steven J. Santos : Todd

#### Séries télévisées
- 1989 : La Belle et la Bête (Beauty and the Beast) : Le propriétaire de la galerie (Saison 2, épisode 14)
- 1990 : Equal Justice (en) : James Miller (Saison 1, épisode 10)